# Phellinus pseudopunctatus
Phellinus pseudopunctatus är en svampart som beskrevs av A. David, Dequatre & Fiasson 1982. Phellinus pseudopunctatus ingår i släktet Phellinus och familjen Hymenochaetaceae.   Inga underarter finns listade i Catalogue of Life.